# Diedesfeld
Diedesfeld ist ein pfälzisches Winzerdorf und ein Stadtteil der kreisfreien rheinland-pfälzischen Stadt Neustadt an der Weinstraße, deren Zentrum rund 3 km nördlich liegt. Bis 1969 war der Ort eine selbstständige Gemeinde.

## Geographie
Diedesfeld liegt an der Deutschen Weinstraße. Der Stadtteil ist im Laufe der Zeit baulich mit dem nordwestlich angrenzenden Unterhambach zusammengewachsen, das zum benachbarten Neustadter Ortsteil Hambach gehört.
Die Lage in der Vorderpfalz, am westlichen Rand des Oberrheingrabens, bedingt ein mildes Klima. Der im Westen vorgelagerte Gebirgszug der Haardt hält zudem einen Großteil der Niederschläge ab und begünstigt warme Sommertemperaturen.
Der südwestlich des Hambacher Schlosses entspringende Schlittgraben fließt – teilweise verrohrt – von West nach Ost durch Diedesfeld. Sein Wasser erreicht über Nellengraben und Altenbach den Kropsbach, der bei Hanhofen in den Speyerbach mündet, einen linken Zufluss des Rheins.

## Geschichte
Bis zum Ende des 18. Jahrhunderts gehörte der Ort zum Hochstift Speyer. Am 28. Mai 1794 war er teilweise Schauplatz des Gefechts von Kirrweiler.
Von 1798 bis 1814, als die Pfalz Teil der Französischen Republik (bis 1804) und anschließend Teil des Napoleonischen Kaiserreichs war, war Diedesfeld in den Kanton Neustadt eingegliedert und besaß eine eigene Mairie. 1815 wurde der Ort Österreich zugeschlagen, bereits ein Jahr später wechselte er wie die gesamte Pfalz in das Königreich Bayern. 1818 wurde Diedesfeld in den Kanton Edenkoben umgegliedert. Mit diesem gehörte die Gemeinde bis 1862 dem Landkommissariat Landau an, aus dem das Bezirksamt Landau hervorging.
Ab 1939 war der Ort Bestandteil des Landkreises Landau in der Pfalz. Nach dem Zweiten Weltkrieg wurde Diedesfeld innerhalb der französischen Besatzungszone Teil des damals neu gebildeten Landes Rheinland-Pfalz. Im Zuge der ersten rheinland-pfälzischen Verwaltungsreform wurde Diedesfeld am 7. Juni 1969 als Ortsbezirk in die kreisfreie Stadt Neustadt an der Weinstraße eingemeindet.

## Bevölkerung

### Einwohnerentwicklung
1815 hatte der Ort 1161 Einwohner. Heute wird Diedesfeld immer mehr zum Wohnvorort von Neustadt. Im Jahr 2011 war die Einwohnerzahl auf 2030 gestiegen, 2021 dann auf 2291.

### Religion
Vor Ort gab es einst eine jüdische Gemeinde, die für ihre verstorbenen Mitglieder den jüdischen Friedhof in Essingen nutzte.

## Politik

### Ortsbeirat
Für den Stadtteil Diedesfeld wurde ein Ortsbezirk gebildet. Dem Ortsbeirat gehören elf Beiratsmitglieder an, den Vorsitz im Ortsbeirat führt der direkt gewählte Ortsvorsteher.
Zur Zusammensetzung des Ortsbeirats siehe die Ergebnisse der Kommunalwahlen in Neustadt an der Weinstraße.

### Ortsvorsteher
Ortsvorsteher ist Volker Lechner (FWG), der sich bei der Wiederholungswahl am 10. November 2019 mit 55,3 % der Stimmen gegen seine Mitbewerberin Sabine Baßler (CDU) durchsetzen konnte. Lechner ist Nachfolger von Roland Henigin (CDU), der nach 25 Jahren im Amt nicht mehr angetreten war. Die Wiederholungswahl war notwendig geworden, weil Stefan Krumm-Dudenhausen (FWG), der bei der Direktwahl am 26. Mai 2019 ursprünglich gewählt worden war, als Mitarbeiter einer städtischen Gesellschaft das Amt aus rechtlichen Gründen nicht antreten konnte. Bei der Kommunalwahl am 9. Juni 2024 wurde Lechner als einziger Bewerber mit einem Stimmenanteil von 85,0 % für weitere fünf Jahre in seinem Amt bestätigt.

### Wappen
| Wappen von Diedesfeld | Blasonierung: „In Rot ein schwarzes Hufeisen mit abwärts gekehrten Stollen“ |
| Wappen von Diedesfeld |                                                                             |

## Sehenswürdigkeiten und Kultur

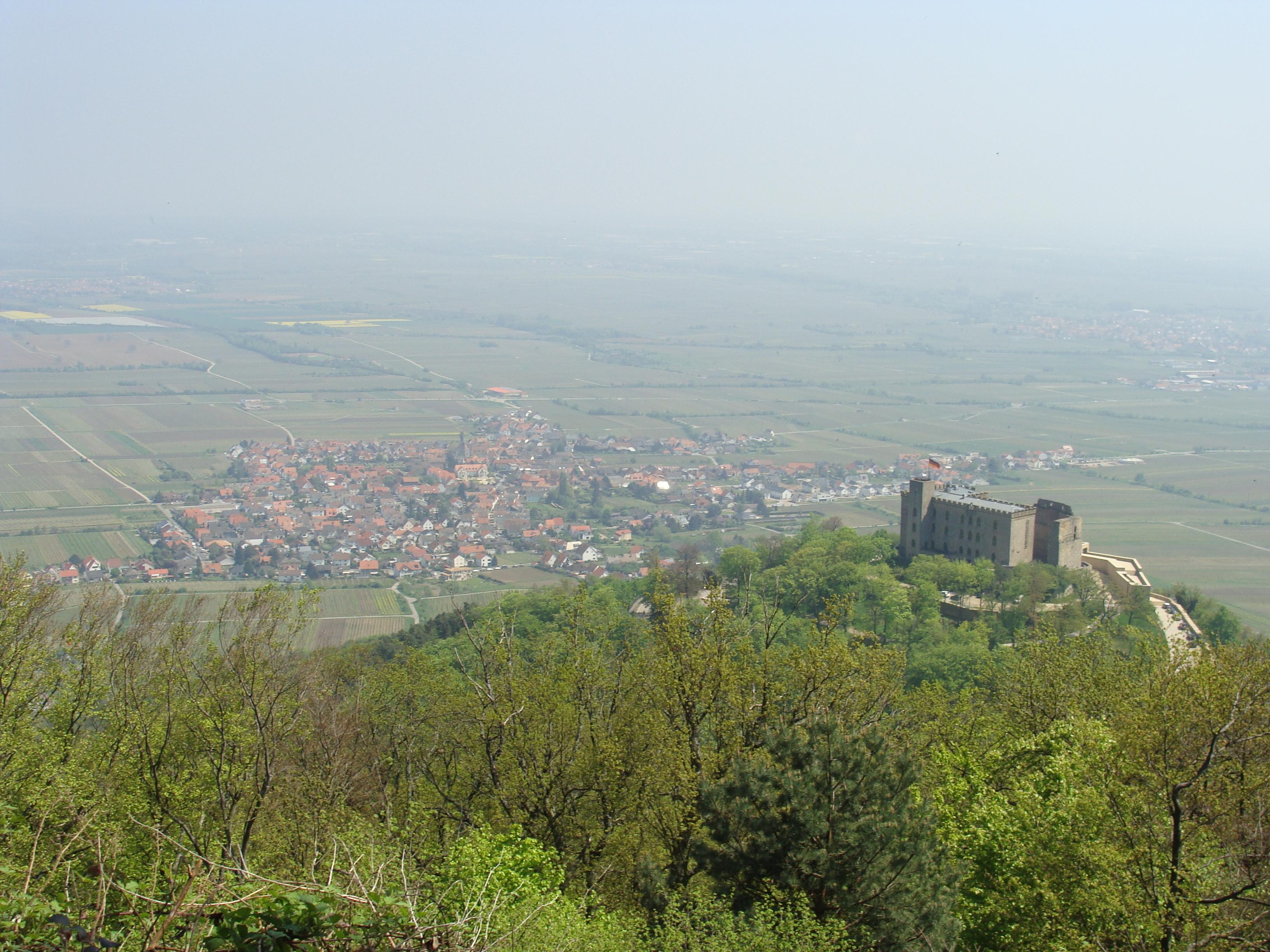
Diedesfeld vom Sühnekreuz am Rittersberg aus
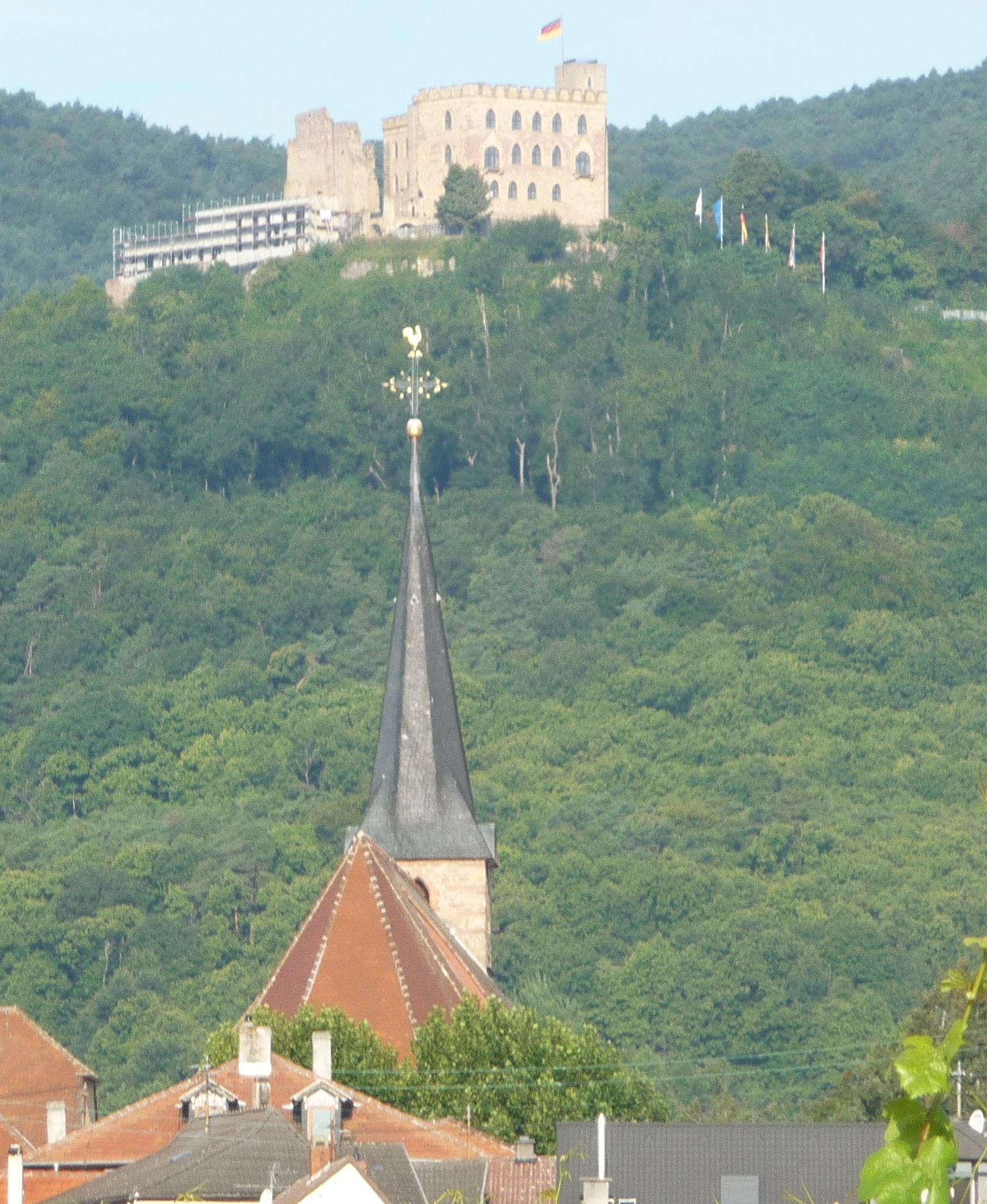
St.-Remigius-Kirche und Hambacher Schloss
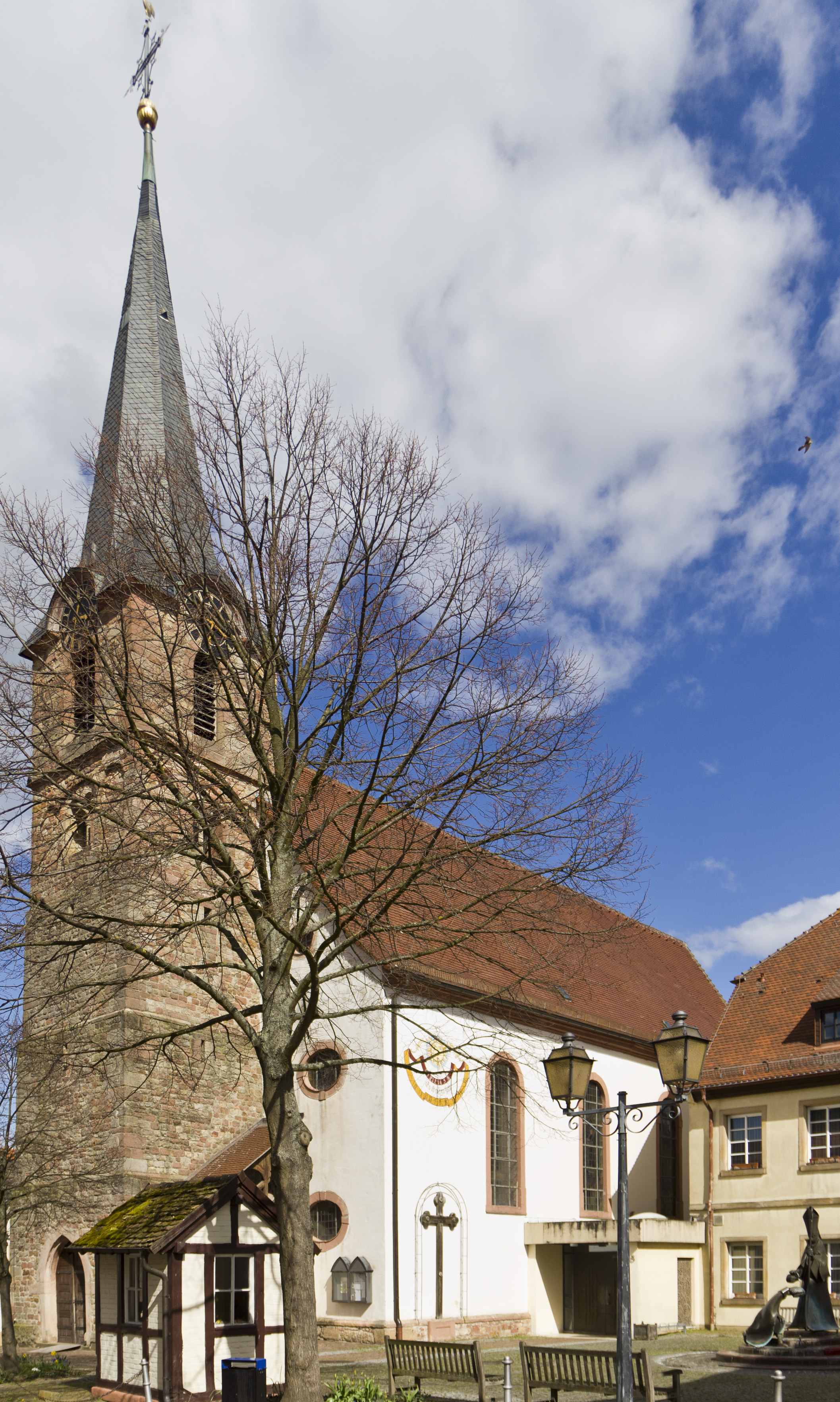
St.-Remigius-Kirche
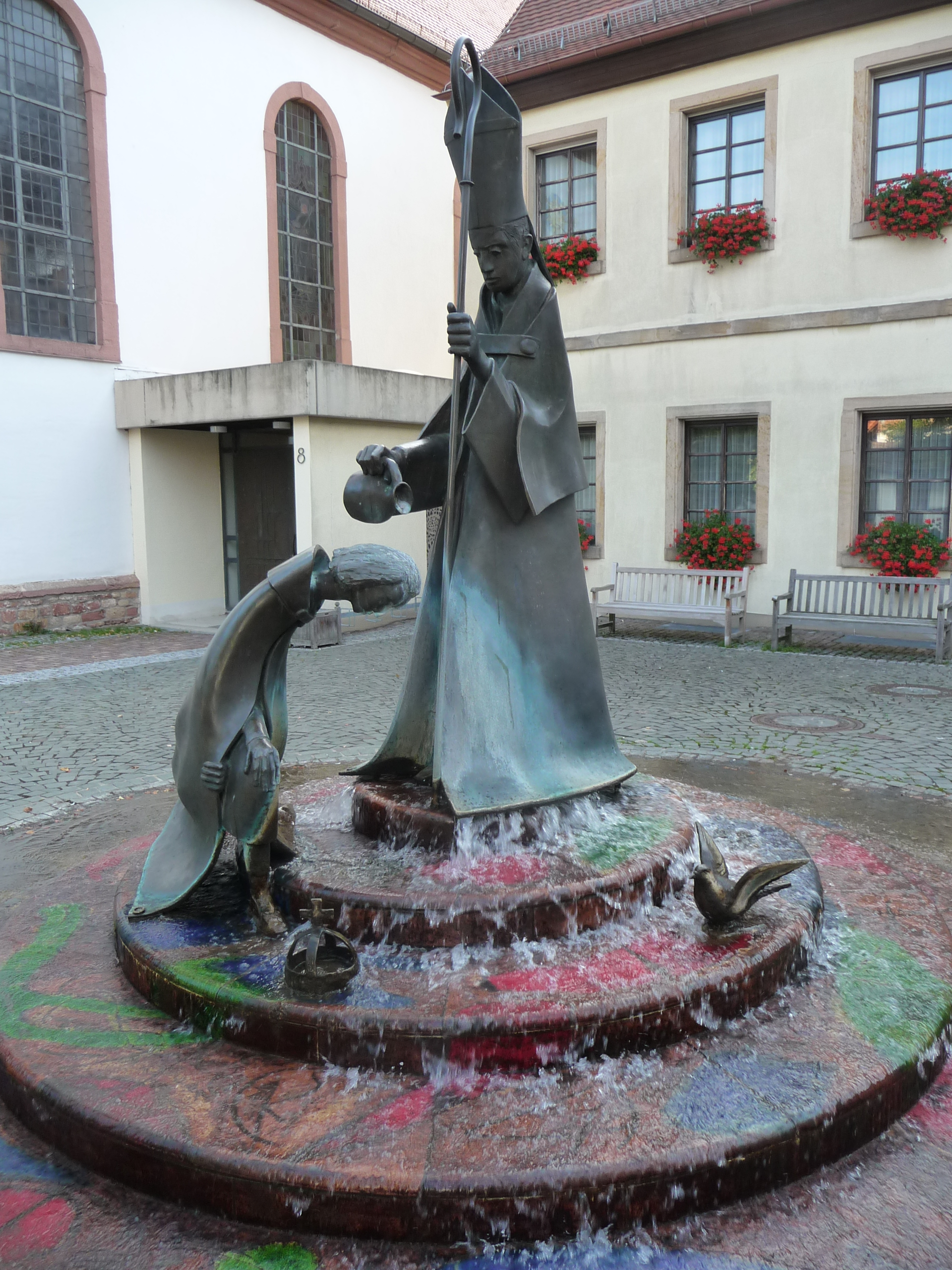
Remigius-Brunnen
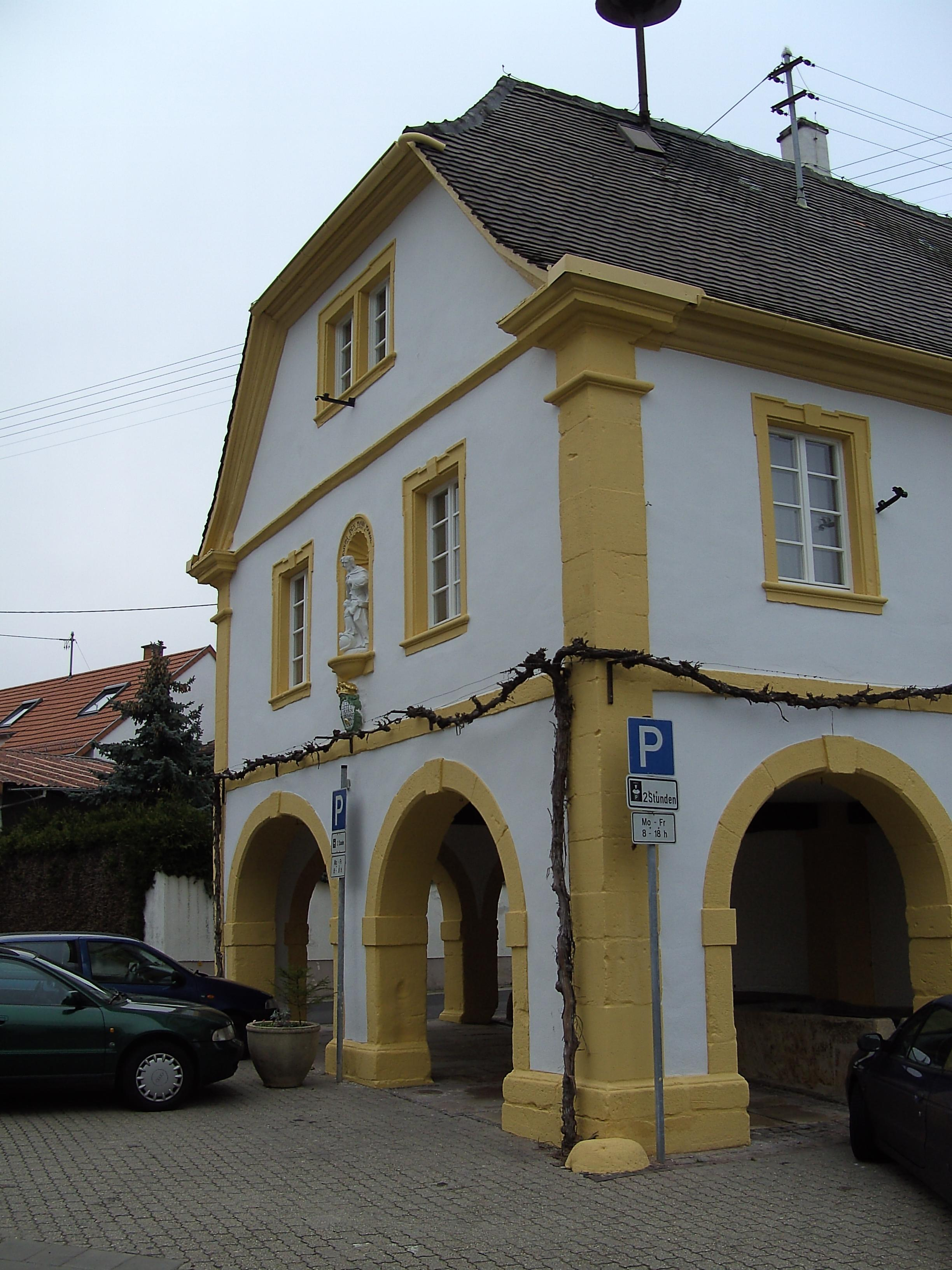
Rathaus
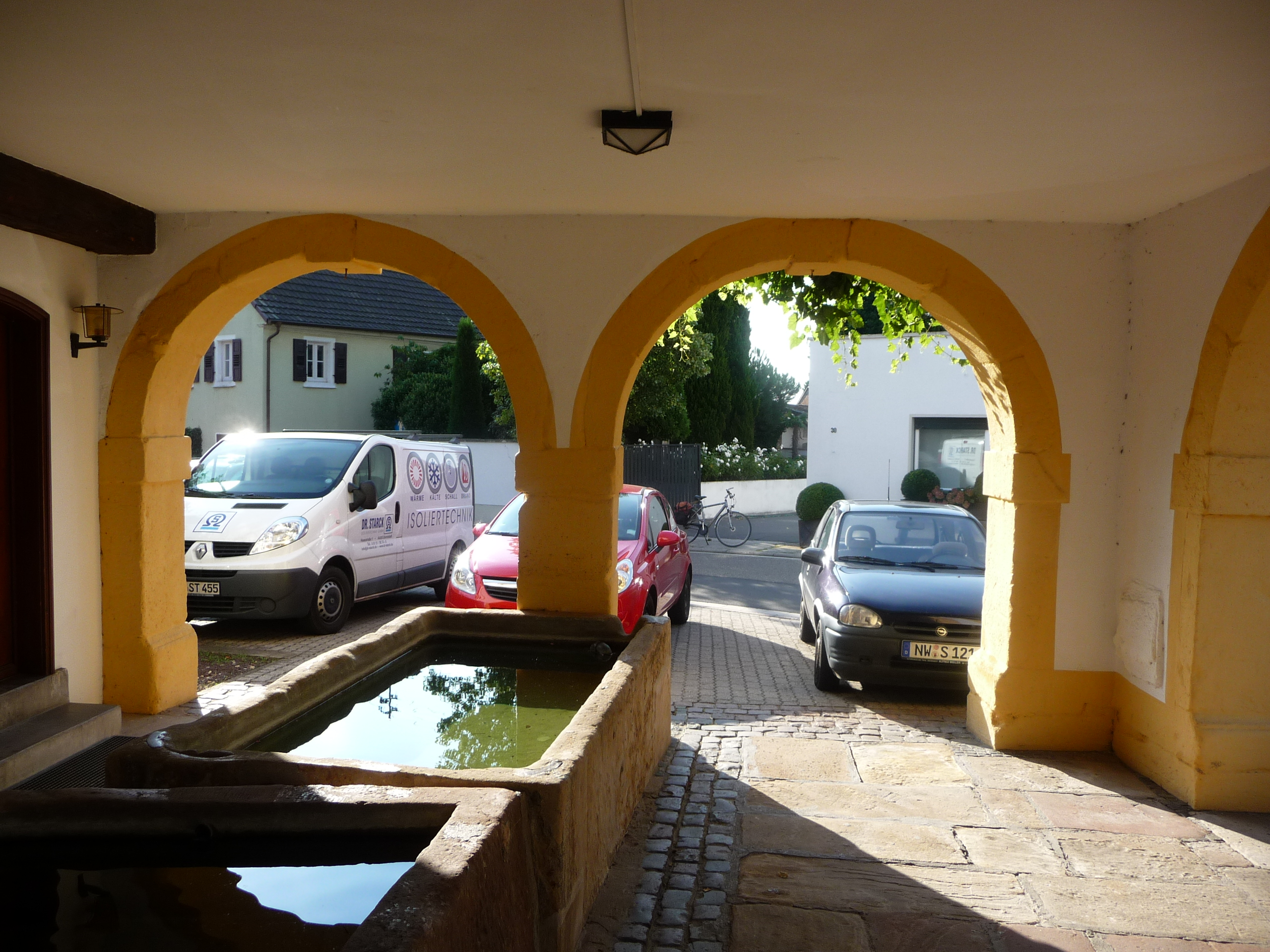
Brunnenhalle unterm Rathaus
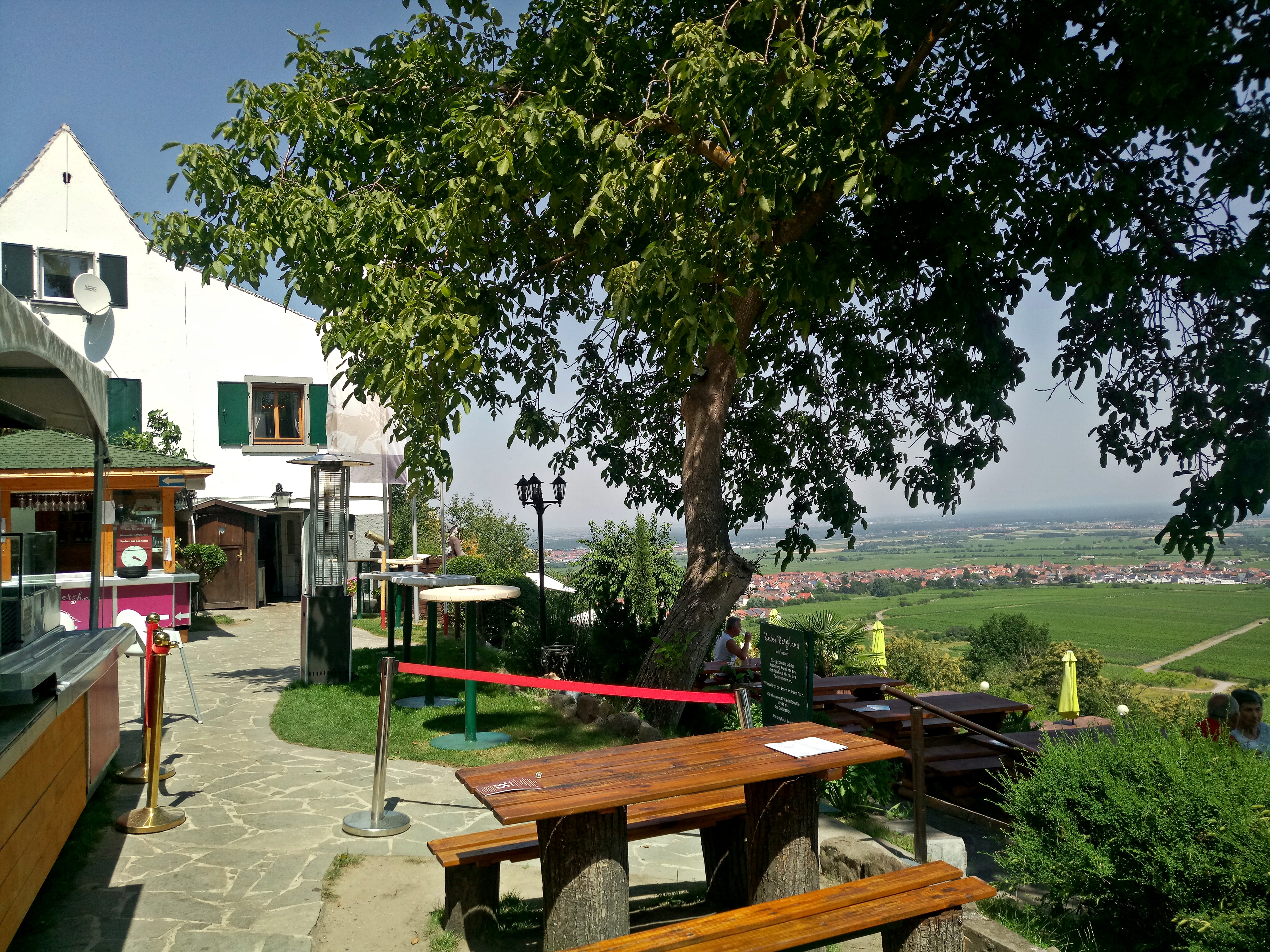
Zeter-Berghaus mit Blick auf Diedesfeld

### Kulturdenkmäler
Der Ortskern von Diedesfeld ist als Denkmalzone ausgewiesen. Er umfasst mehrere repräsentative Fachwerkbauten, vor allem alte Winzerhöfe, sowie historische Brunnen.
Hinzu kommen zahlreiche Einzelobjekte, die unter Denkmalschutz stehen. Beachtenswert sind die barocke katholische Pfarrkirche St. Remigius aus dem 18. Jahrhundert, das 1601 erbaute Rathaus über einer Brunnenhalle mit drei Arkaden sowie das Schlössel, ehemals Sitz des bischöflichen Amtmanns.
1 km westlich liegt auf Hambacher Gemarkung das Hambacher Schloss, das seit dem Hambacher Fest von 1832 als deutsches Freiheitssymbol gilt.

### Regelmäßige Veranstaltungen
Jährlich finden im August die Weinkerwe, im Oktober das Federweißenfest und am 1. Adventswochenende der Diedesfelder Weihnachtsmarkt statt. Die Diedesfelder Winzer organisieren außerdem die Fachmesse Wein im Mittelpunkt. Ganzjährig finden zahlreiche Veranstaltungen auf dem Hambacher Schloss statt.

### Vereinsleben
In Diedesfeld gibt es drei Sportvereine: TuS Diedesfeld (Fußball, Leichtathletik, Gymnastik, Jazztanz), TTC Diedesfeld (Tischtennis) und TC Diedesfeld (Tennis). Zu den weiteren Vereinen, die vor Ort aktiv sind, gehören die Ortsgruppe des Pfälzerwald-Vereins, die Landjugend, der Musikverein 1953, der Gesangverein 1857, der Förderverein Spielplatz, der Förderverein Kindertagesstätte, der Verein für Brauchtum und Heimatpflege sowie die Freiwillige Feuerwehr Neustadt-Süd.

## Wirtschaft und Infrastruktur

### Wirtschaft

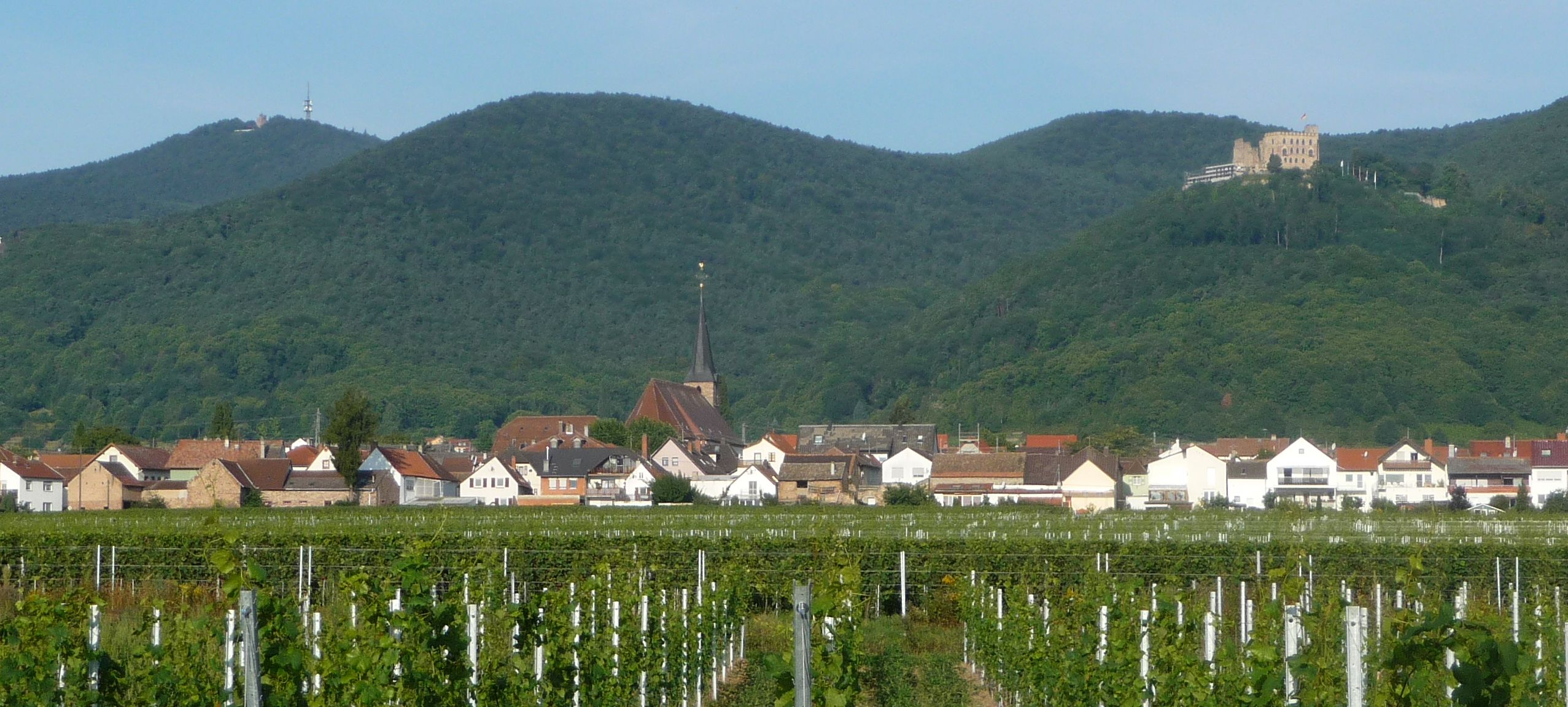
Diedesfeld: Rebflächen im Vordergrund, Haardt mit Kalmit (links) und Hambacher Schloss (rechts) im Hintergrund

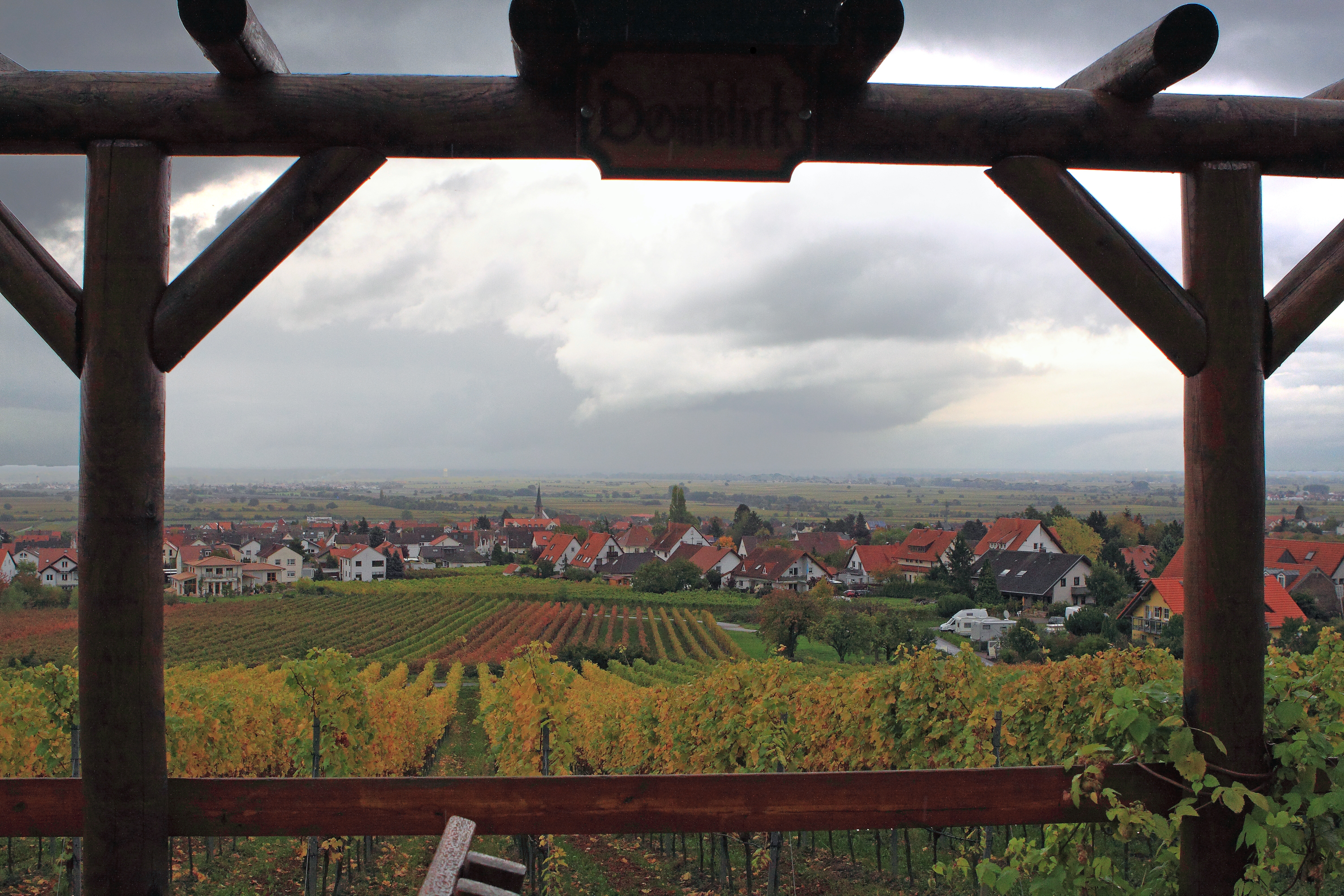
Diedesfeld vom Aussichtspunkt Domblick aus

Der Weinbau reicht fast 2000 Jahre bis in die Römerzeit zurück. Die örtlichen Weinlagen sind Ölgässel, Johanniskirchel, Berg und Paradies, die zu den Großlagen Pfaffengrund und Rebstöckel gehören. Im Freiland reifen Esskastanien, Mandeln, Feigen, Kiwis und Zitrusfrüchte.
Zur Zeit der Haingeraide, die eine Art Waldgenossenschaft für Bauern darstellte, war Diedesfeld an der sogenannten fünften Haingeraide beteiligt. Diese wurde in der frühen Neuzeit aufgelöst und die Verwaltung der Waldflächen teilweise der Gemeinde unterstellt.

### Verkehr
Durch Diedesfeld führte von 1912 bis 1955 die Pfälzer Oberlandbahn, eine über Land verkehrende Straßenbahn.
Die drei wichtigsten Verkehrswege in und um Diedesfeld sind parallel von Nord nach Süd ausgerichtet, wie es durch die Lage am Grabenbruch vorgezeichnet ist.
- Die überregionale Anbindung in die Richtungen Ludwigshafen am Rhein und Karlsruhe erfolgt über die Anschlussstelle 13 (Neustadt-Süd) der Autobahn 65, die rund 2 km östlich von Diedesfeld vorbeiführt.
- Die zwischen der A 65 und dem Ort verlaufende Landesstraße 516 führt nördlich nach Neustadt und südlich nach Landau.
- Die Deutsche Weinstraße verbindet durch Diedesfeld hindurch Hambach und Maikammer.

### Tourismus
Diedesfeld liegt am Mittelpunkt der 85 km langen Deutschen Weinstraße und an der Nordroute der Pfälzer Jakobswege. Außerdem ist der Ort Ausgangspunkt eines Wanderwegs, der mit einem blauen Punkt markiert ist. Westlich des Siedlungsgebiets liegt die Klausentalhütte sowie in 300 m Höhe das als Ausflugsziel beliebte Zeter-Berghaus mit seinem beschatteten Terrassengarten, der eine grandiose Aussicht in die Rheinebene bietet.

## Persönlichkeiten
- Aus dem Ort stammte Elisabeth Kuhn, später Gies, die 1949 zur Pfälzischen Weinkönigin gewählt und anschließend zusätzlich zur ersten Deutschen Weinkönigin ernannt wurde.
- In Diedesfeld geboren wurde Ferdinand Grün, der in Hessen als Gewerkschafter und Politiker (Zentrum, CDU) tätig war. Während der Zeit des Nationalsozialismus war er zeitweise inhaftiert, nach dem Zweiten Weltkrieg wirkte er u. a. in der Verfassungberatenden Landesversammlung und im Landtag von Hessen mit.
- Aus Diedesfeld stammte der spätere Direktor der staatlichen Schlösser und Gärten von Berlin, Jürgen Julier. Er war auf dem Friedhof von Diedesfeld begraben.